# Fictief universum

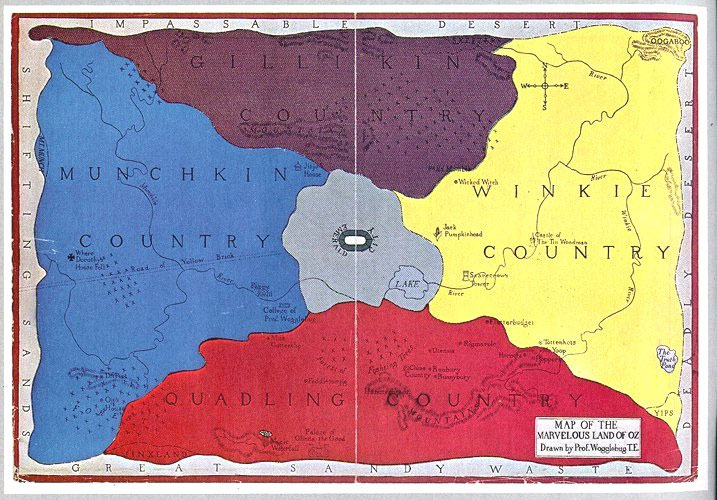
Het land van Oz, de wereld waarin het verhaal van LF Baum zich afspeelt

Een fictief universum, verhaalwerkelijkheid, fictieve wereld of fictieve tijdlijn, is een wereld waarbinnen zich een verzonnen verhaal afspeelt. Dat kan een boek, film, televisieserie of computerspel zijn of in zelfs mediafranchise’s.
Dit fictieve universum kan bijna identiek zijn aan de echte wereld, met uitzondering van de aanwezigheid van door de schrijver verzonnen personages, maar kan er ook heel anders uitzien dan de echte wereld. De term komt vooral ter sprake bij verhalen die zich afspelen in een wereld die duidelijk niet de echte wereld kan zijn bijvoorbeeld doordat ze spelen in een toekomst of door de aanwezigheid van fictieve landen, bij geofictie, of technologie die in het echt (nog) niet bestaat. Een fictief universum is net als alternatieve geschiedenis een vorm van speculatieve fictie.

## Definitie en voorbeelden
Een fictief universum onderscheidt zich van een fictief land of locatie in de mate van achtergrondinformatie die erover wordt gegeven. Een fictief universum heeft bijvoorbeeld zijn eigen geschiedenis, natuurwetten en continuïteit die in alle werken die zich in dat universum afspelen aanwezig zijn en vaak specifiek voor dat universum gelden. 
Er zijn bijvoorbeeld een groot aantal verschillende verhalen die zich afspelen in het Londen van de late 19e eeuw, maar enkel de Sherlock Holmes-verhalen spelen zich af binnen dezelfde versie van dit Londen. Andere voorbeelden zijn de werelden van de boeken van In de ban van de ring, de Duin-serie, de Harry Potter-boeken en de televisieserie Charmed. Deze spelen zich af in een fictief universum waarin magie echt bestaat, maar ze hebben elk compleet andere opvattingen over wat magie precies is en wat de mogelijkheden/beperkingen ervan zijn. Dat maakt dat beide zich in een ander fictief universum afspelen.
Een zeer bekend voorbeeld van een fictief universum is de wereld van Midden-aarde uit de reeks In de ban van de ring. Voor deze wereld ontwikkelde de schrijver J.R.R. Tolkien een compleet uitgedachte geschiedenis en eigen talen en schriften voor de verschillende volken die deze wereld bewoonden.
Andere voorbeelden zijn:
- DC Universum: fictief universum waarin de strips van DC Comics zich afspelen
- Marvel Universum: fictief gedeelde universum waarin de meeste stripverhalen van Marvel Comics zich afspelen
- StarCraft-universum: fictief universum waarin de StarCraft-computerspellen en -boeken zich afspelen
- Zelda universum, Wereld van The Legend of Zelda: fictieve wereld zoals die voorkomt binnen de videospelserie van The Legend of Zelda
- Grand Theft Auto universum, Wereld van Grand Theft Auto: een fictief universum met fictieve en bestaande steden en dorpen in de Verenigde Staten en het Verenigd Koninkrijk

## Omvang en toepassing
Een fictief universum kan worden bedacht voor een enkel werk zoals 1984 van George Orwell, maar kan ook het decor van een hele boekenreeks, filmreeks of een mediafranchise met verschillende soorten media zijn.
In vrijwel elk succesvol boek, film, stripreeks of televisieserie wordt een eigen fictieve universum ontwikkeld waarin wordt aangegeven wat de grenzen zijn en wat nog mogelijk is binnen deze verhalen, en wordt ervoor gezorgd dat alle gebeurtenissen met elkaar in overeenstemming blijven. Dit kan echter lastig worden wanneer een werk zo succesvol is dat er een groot aantal spin-offs en vervolgen van komen. In dat geval kan het fictieve universum soms worden uitgebreid naar een multiversum, waarin meerdere universums bestaan met elk hun eigen continuïteit. Onder andere DC Comics en Marvel Comics maken hier gebruik van.

## Gedeeld universum
Indien verschillende schrijvers en producers gebruikmaken van hetzelfde fictieve universum als locatie voor hun verhalen, dan spreekt men van een gedeeld universum. Dat is bijvoorbeeld het geval bij de Cthulhu Mythos en bij de stripreeksen van veel grote uitgeverijen zoals de al eerder genoemde Marvel en DC Comics.
Een gedeeld universum komt ook ter sprake bij bijvoorbeeld cross-overs, met name tussen werken van verschillende producers of uitgeverijen. Indien deze cross-over officieel deel uitmaakt van de continuïteit van een of beide werken, dan is dat vaak (indirect) een teken dat beide werken zich afspelen in hetzelfde fictieve universum. Is dat niet het geval, dan wordt vaak een verklaring gegeven over hoe de personages van het ene werk in het universum van het andere werk kunnen belanden.